# Lala Xmas Songs
Lala Xmas Songs, primul album al formației Lala Band, a fost lansat pe 10 decembrie 2011, în cadrul unui spectacol de amploare la AFI Palace Cotroceni, cu intrare liberă. Albumul conține zece piese de Crăciun (atât colinde cunoscute în toată lumea, cât și melodii devenite de-a lungul anilor simbolice pentru această sărbătoare) și un bonus track, Lala Love Song, melodie compusă de Ionuț Adrian Radu.

## Melodii
| Track number | Melodia                                  | Interpreți                | Compozitori                            |
| ------------ | ---------------------------------------- | ------------------------- | -------------------------------------- |
| 1            | Happy Xmas (War is Over)                 | Lala Band                 | John Lennon, Yoko Ono                  |
| 2            | Santa Claus Is Coming To Town            | Sore Mihalache            | John Frederick Coots, Haven Gillespie, |
| 3            | Have Yourself a Merry Little Christmas   | Alina Eremia, Dorian Popa | Ralph Blane, Hugh Martin               |
| 4            | Jingle Bell Rock                         | Cristina Ciobănașu        | Hank Garland                           |
| 5            | It's the Most Wonderful Time Of the Year | Dima Trofim, Lala Band    | Edward Pola, George Wyle               |
| 6            | Auld Lang Syng                           | Lala Band                 | Robert Burns                           |
| 7            | All I Want For Christmas Is You          | Alina Eremia              | Mariah Carey, Walter Afanasieff        |
| 8            | Last Christmas                           | Alina Eremia, Dorian Popa | George Michael                         |
| 9            | Din an în an                             | Lala Band                 | folclor                                |
| BONUS        | Lala Love Song                           | Lala Band                 | Ionuț Adrian Radu, Ștefan Marin        |